# Рифенгозд
Рифенгозд (словен. Rifengozd) — поселення в общині Лашко, Савинський регіон, Словенія. Висота над рівнем моря: 338,4 м.